# Elezioni presidenziali a Cuba del 2008
Le elezioni presidenziali a Cuba del 2008 si tennero il 24 febbraio, in seguito alla convocazione della nuova Assemblea nazionale del potere popolare, appena eletta. Le elezioni presidenziali a Cuba avvengono indirettamente. L'Assemblea nazionale doveva eleggere un nuovo Presidente ed i membri del Consiglio di Stato. Raùl Castro, al potere già dal 2006, fu eletto all'unanimità e succedette al fratello Fidel.

## Svolgimento
Inizialmente, non si sapeva se l'ottantunenne Fidel Castro, ormai ammalato, sarebbe stato eletto Presidente per un altro mandato o se il fratello Raúl, che già lo aveva sostituito nel 2006, avrebbe assunto formalmente la presidenza. Il 19 febbraio, Fidel Castro dichiarò che non avrebbe accettato un altro mandato poiché le sue condizioni fisiche non gli avrebbero permesso di ricoprire l'incarico in maniera appropriata.
Raul Castro, settantaseienne, era l'unico candidato ed il 24 febbraio fu eletto all'unanimità Presidente del Consiglio di Stato di Cuba e Presidente del Consiglio dei Ministri di Cuba. José Ramón Machado Ventura, settantasettenne, fu eletto Primo Vicepresidente del Consiglio di Stato e del Consiglio dei Ministri, anche se ci si sarebbe aspettati che venisse scelta per quel posto una persona più giovane. Raúl evidenziò che suo fratello rimaneva il "Comandante in capo della Rivoluzione cubana", e l'Assemblea nazionale votò per permettere a Raúl di consultare il fratello per le questioni importanti.
Al momento del voto erano presenti 609 dei 614 deputati dell'Assemblea nazionale del potere popolare. 600 deputati scelsero di votare per tutti i candidati al Consiglio di Stato, mentre 9 scelsero il voto selettivo. Castro fu eletto all'unanimità da tutti i 609 deputati, mentre Machado ricevette 601 voti. Juan Almeida Bosque, Abelardo Colome Ibarra, Carlos Lage Dávila, Esteban Lazo Hernández e Julio Casas Regueiro furono eletti Vicepresidenti del Consiglio di Stato e ricevettero tutti 608 voti, tranne Lage, che ne ricevette 609. José Miyar Barruecos fu eletto Segretario del Consiglio di Stato con 608 voti.

## Risultati

### Elezione del Presidente del Consiglio dei Ministri (Raúl Castro)
| Risultati   | Risultati | Risultati   |
| Sì o no     | Voti      | Percentuale |
| ----------- | --------- | ----------- |
| Sì          | 609       | 100%        |
| No          | 0         | 0%          |
| Voti totali |           | 100,0%      |

### Elezione del Vicepresidente del Consiglio dei Ministri (José Ramón Machado Ventura)
| Risultati   | Risultati | Risultati   |
| Sì o no     | Voti      | Percentuale |
| ----------- | --------- | ----------- |
| Sì          | 601       | 98,69%      |
| No          | 8         | 1,31%       |
| Voti totali |           | 100,0%      |

### Elezioni del Consiglio di Stato

#### Elezione del Presidente del Consiglio di Stato (Raúl Castro)
| Risultati   | Risultati | Risultati   |
| Sì o no     | Voti      | Percentuale |
| ----------- | --------- | ----------- |
| Sì          | 609       | 100%        |
| No          | 0         | 0%          |
| Voti totali |           | 100,0%      |

#### Elezione del Vicepresidente del Consiglio di Stato (José Ramón Machado Ventura)
| Risultati   | Risultati | Risultati   |
| Sì o no     | Voti      | Percentuale |
| ----------- | --------- | ----------- |
| Sì          | 601       | 98,69%      |
| No          | 8         | 1,31%       |
| Voti totali |           | 100,0%      |

#### Elezioni dei Vicepresidenti del Consiglio di Stato
Juan Almeida Bosque
| Risultati   | Risultati | Risultati   |
| Sì o no     | Voti      | Percentuale |
| ----------- | --------- | ----------- |
| Sì          | 608       | 99,84%      |
| No          | 1         | 0,16%       |
| Voti totali |           | 100,0%      |

Abelardo Colome Ibarra
| Risultati   | Risultati | Risultati   |
| Sì o no     | Voti      | Percentuale |
| ----------- | --------- | ----------- |
| Sì          | 608       | 99,84%      |
| No          | 1         | 0,16%       |
| Voti totali |           | 100,0%      |

Carlos Lage Dávila
| Risultati   | Risultati | Risultati   |
| Sì o no     | Voti      | Percentuale |
| ----------- | --------- | ----------- |
| Sì          | 609       | 100%        |
| No          | 0         | 0%          |
| Voti totali |           | 100,0%      |

Esteban Lazo Hernández
| Risultati   | Risultati | Risultati   |
| Sì o no     | Voti      | Percentuale |
| ----------- | --------- | ----------- |
| Sì          | 608       | 99,84%      |
| No          | 1         | 0,16%       |
| Voti totali |           | 100,0%      |

Julio Casas Regueiro
| Risultati   | Risultati | Risultati   |
| Sì o no     | Voti      | Percentuale |
| ----------- | --------- | ----------- |
| Sì          | 608       | 99,84%      |
| No          | 1         | 0,16%       |
| Voti totali |           | 100,0%      |

#### Elezione del Segretario del Consiglio di Stato (José Miyar Barruecos)
| Risultati   | Risultati | Risultati   |
| Sì o no     | Voti      | Percentuale |
| ----------- | --------- | ----------- |
| Sì          | 608       | 99,84%      |
| No          | 1         | 0,16%       |
| Voti totali |           | 100,0%      |

#### Elezioni degli altri membri del Consiglio di Stato
José Ramón Balaguer Cabrera
| Risultati   | Risultati | Risultati   |
| Sì o no     | Voti      | Percentuale |
| ----------- | --------- | ----------- |
| Sì          | 608       | 99,84%      |
| No          | 1         | 0,16%       |
| Voti totali |           | 100,0%      |

Iris Betancourt Téllez
| Risultati   | Risultati | Risultati   |
| Sì o no     | Voti      | Percentuale |
| ----------- | --------- | ----------- |
| Sì          | 609       | 100%        |
| No          | 0         | 0%          |
| Voti totali |           | 100,0%      |

Roberto Fernández Retamar
| Risultati   | Risultati | Risultati   |
| Sì o no     | Voti      | Percentuale |
| ----------- | --------- | ----------- |
| Sì          | 609       | 100%        |
| No          | 0         | 0%          |
| Voti totali |           | 100,0%      |

Luis Herrera Martínez
| Risultati   | Risultati | Risultati   |
| Sì o no     | Voti      | Percentuale |
| ----------- | --------- | ----------- |
| Sì          | 608       | 99,84%      |
| No          | 1         | 0,16%       |
| Voti totali |           | 100,0%      |

Orlando Lugo Fonte
| Risultati   | Risultati | Risultati   |
| Sì o no     | Voti      | Percentuale |
| ----------- | --------- | ----------- |
| Sì          | 608       | 99,84%      |
| No          | 1         | 0,16%       |
| Voti totali |           | 100,0%      |

Felipe Pérez Roque
| Risultati   | Risultati | Risultati   |
| Sì o no     | Voti      | Percentuale |
| ----------- | --------- | ----------- |
| Sì          | 609       | 100%        |
| No          | 0         | 0%          |
| Voti totali |           | 100,0%      |

Pedro Sáez Montejo
| Risultati   | Risultati | Risultati   |
| Sì o no     | Voti      | Percentuale |
| ----------- | --------- | ----------- |
| Sì          | 609       | 100%        |
| No          | 0         | 0%          |
| Voti totali |           | 100,0%      |

Ramiro Valdés Menéndez
| Risultati   | Risultati | Risultati   |
| Sì o no     | Voti      | Percentuale |
| ----------- | --------- | ----------- |
| Sì          | 608       | 99,84%      |
| No          | 1         | 0,16%       |
| Voti totali |           | 100,0%      |

Francisco Soberón Valdés
| Risultati   | Risultati | Risultati   |
| Sì o no     | Voti      | Percentuale |
| ----------- | --------- | ----------- |
| Sì          | 608       | 99,84%      |
| No          | 1         | 0,16%       |
| Voti totali |           | 100,0%      |

Carlos Valenciaga Díaz
| Risultati   | Risultati | Risultati   |
| Sì o no     | Voti      | Percentuale |
| ----------- | --------- | ----------- |
| Sì          | 609       | 100%        |
| No          | 0         | 0%          |
| Voti totali |           | 100,0%      |

Surina Acosta Brook
| Risultati   | Risultati | Risultati   |
| Sì o no     | Voti      | Percentuale |
| ----------- | --------- | ----------- |
| Sì          | 609       | 100%        |
| No          | 0         | 0%          |
| Voti totali |           | 100,0%      |

Rega Dayamí Armenteros Mesa
| Risultati   | Risultati | Risultati   |
| Sì o no     | Voti      | Percentuale |
| ----------- | --------- | ----------- |
| Sì          | 609       | 100%        |
| No          | 0         | 0%          |
| Voti totali |           | 100,0%      |

Leopoldo Cintra Frías
| Risultati   | Risultati | Risultati   |
| Sì o no     | Voti      | Percentuale |
| ----------- | --------- | ----------- |
| Sì          | 609       | 100%        |
| No          | 0         | 0%          |
| Voti totali |           | 100,0%      |

Inés María Chapman Waugh
| Risultati   | Risultati | Risultati   |
| Sì o no     | Voti      | Percentuale |
| ----------- | --------- | ----------- |
| Sì          | 609       | 100%        |
| No          | 0         | 0%          |
| Voti totali |           | 100,0%      |

María del Carmen Concepción González
| Risultati   | Risultati | Risultati   |
| Sì o no     | Voti      | Percentuale |
| ----------- | --------- | ----------- |
| Sì          | 608       | 99,84%      |
| No          | 1         | 0,16%       |
| Voti totali |           | 100,0%      |

María Yolanda Ferrer Gómez
| Risultati   | Risultati | Risultati   |
| Sì o no     | Voti      | Percentuale |
| ----------- | --------- | ----------- |
| Sì          | 609       | 100%        |
| No          | 0         | 0%          |
| Voti totali |           | 100,0%      |

Guillermo García Frías
| Risultati   | Risultati | Risultati   |
| Sì o no     | Voti      | Percentuale |
| ----------- | --------- | ----------- |
| Sì          | 608       | 99,84%      |
| No          | 1         | 0,16%       |
| Voti totali |           | 100,0%      |

Tania León Silveira
| Risultati   | Risultati | Risultati   |
| Sì o no     | Voti      | Percentuale |
| ----------- | --------- | ----------- |
| Sì          | 609       | 100%        |
| No          | 0         | 0%          |
| Voti totali |           | 100,0%      |

Álvaro López Miera
| Risultati   | Risultati | Risultati   |
| Sì o no     | Voti      | Percentuale |
| ----------- | --------- | ----------- |
| Sì          | 608       | 99,84%      |
| No          | 1         | 0,16%       |
| Voti totali |           | 100,0%      |

Julio Martínez Ramírez
| Risultati   | Risultati | Risultati   |
| Sì o no     | Voti      | Percentuale |
| ----------- | --------- | ----------- |
| Sì          | 609       | 100%        |
| No          | 0         | 0%          |
| Voti totali |           | 100,0%      |

Dignora Montano Perdomo
| Risultati   | Risultati | Risultati   |
| Sì o no     | Voti      | Percentuale |
| ----------- | --------- | ----------- |
| Sì          | 609       | 100%        |
| No          | 0         | 0%          |
| Voti totali |           | 100,0%      |

Juan José Rabilero Fonseca
| Risultati   | Risultati | Risultati   |
| Sì o no     | Voti      | Percentuale |
| ----------- | --------- | ----------- |
| Sì          | 606       | 99,51%      |
| No          | 3         | 0,49%       |
| Voti totali |           | 100,0%      |

Salvador Valdés Mesa
| Risultati   | Risultati | Risultati   |
| Sì o no     | Voti      | Percentuale |
| ----------- | --------- | ----------- |
| Sì          | 609       | 100%        |
| No          | 0         | 0%          |
| Voti totali |           | 100,0%      |